# Smolník
Smolník (în germană Schmöllnitz, în maghiară Szomolnok) este un sat situat în partea de est a Slovaciei în districtul Gelnica, din regiunea Košice, la o distanță de 24 km de Rožňava, 27 km de Gelnica și la 50 de km de Košice. Localitatea se află la o altitudine medie de 561 m deasupra nivelului mării. La recensământul din 2011 se înregistra o populație de 1.126 locuitori.

## Istorie
Prima atestare documentară a satului Smolník este din anul 1243.

## Demografie
| An:                | 1994 | 2004   | 2014    | 2024    |
| ------------------ | ---- | ------ | ------- | ------- |
| Număr de persoane: | 1264 | 1278   | 1064    | 944     |
| Diferență:         |      | +1,10% | −16,74% | −11,27% |

| An:                | 2023 | 2024   |
| ------------------ | ---- | ------ |
| Număr de persoane: | 954  | 944    |
| Diferență:         |      | −1,04% |